# Một năm mặt trời yên tĩnh

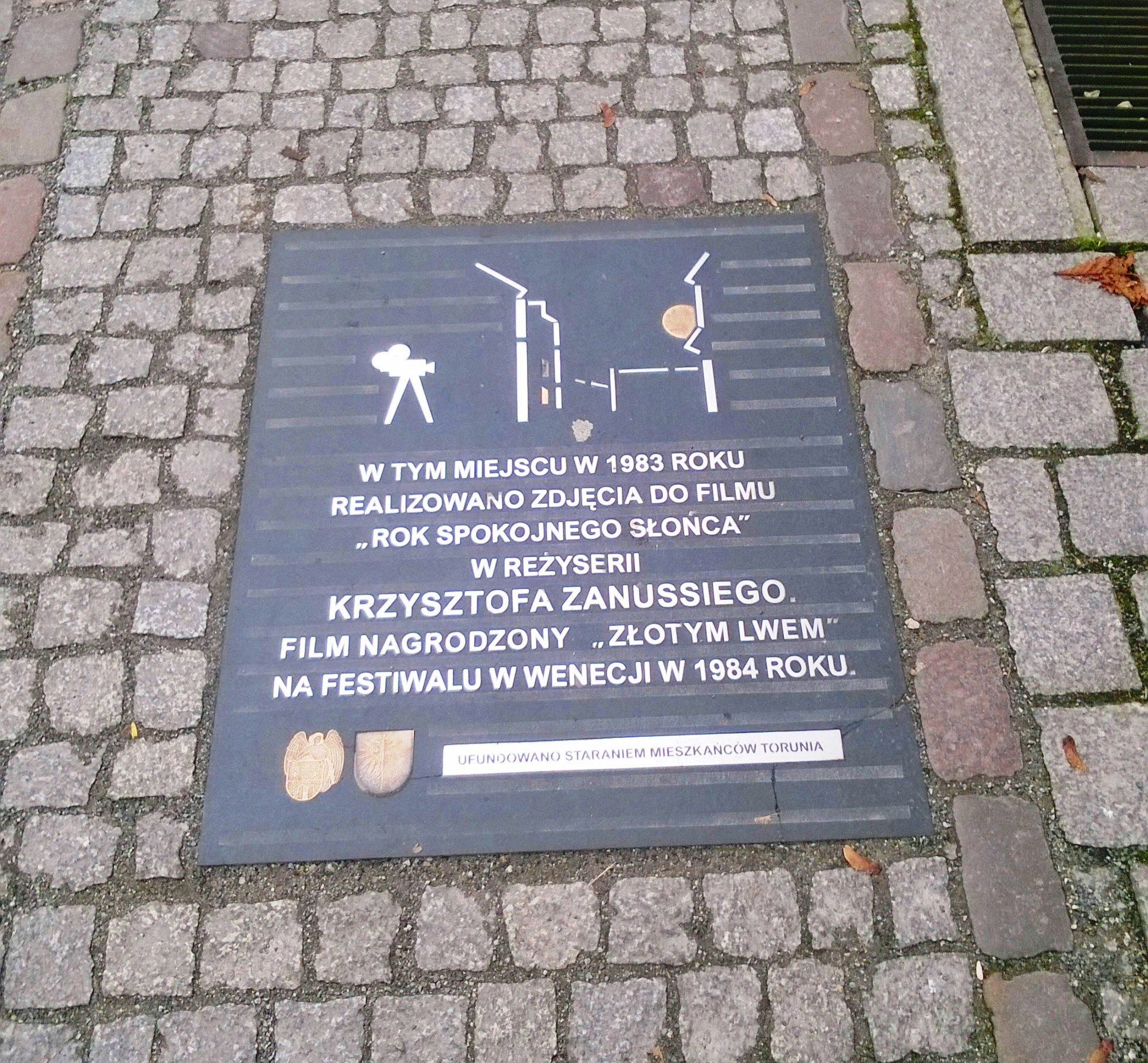
Một tấm bảng ở Toruń dành riêng cho bộ phim "Năm mặt trời tĩnh lặng" của Krzysztof Zanussi.

Một năm Mặt Trời yên tĩnh (tiếng Ba Lan: Rok spokojnego słońca) là bộ phim điện ảnh Ba Lan, có sự hợp tác với Đức và Mỹ, do Krzysztof Zanussi viết kịch bản và đạo diễn, hoàn thiện năm 1984. Phim giành giải Sư tử vàng tại Liên hoan phim Venice và được đề cử giải Quả cầu vàng phim ngoại ngữ hay nhất. Bộ phim nói về thời hậu Thế chiến II.

## Diễn viên
- Maja Komorowska as Emilia
- Scott Wilson as Norman
- Hanna Skarzanka as Emilia's Mother
- Ewa Dalkowska as Stella
- Vadim Glowna as Herman
- Daniel Webb as David
- Zbigniew Zapasiewicz as Szary